# Barcelona's Head

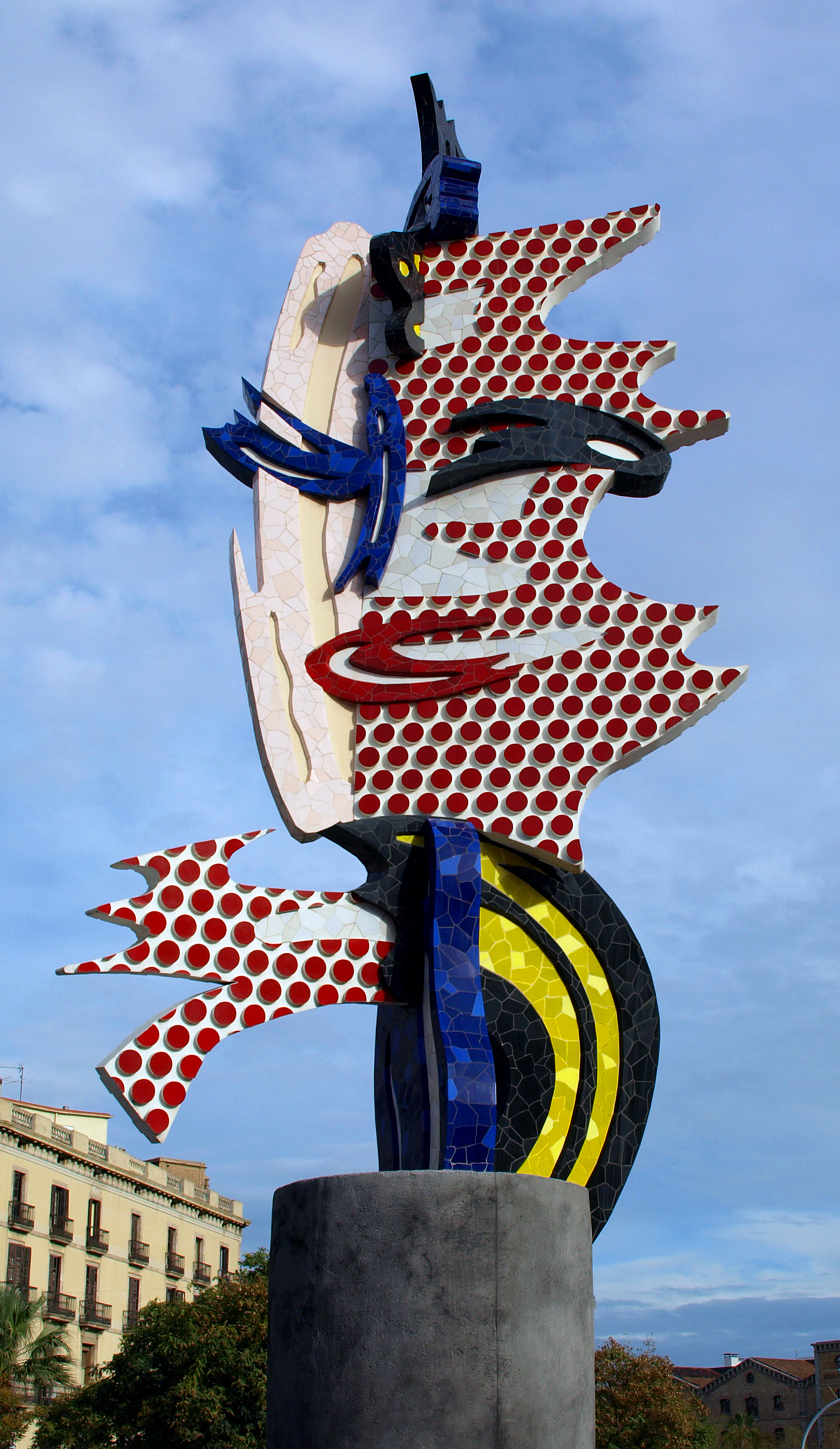
La Cara de Barcelona en el Paseo Colón.

Barcelona's Head, conocida como La Cabeza de Barcelona o La Cara de Barcelona es una escultura del artista gráfico estadounidense Roy Lichtenstein artista exponente del pop-art norteamericano y realizada por el escultor pacense Diego Delgado Rajado en los años 1991 y 1992. En aquellos años, la ciudad estaba experimentando un cambio radical en infraestructuras y decoración urbana para recibir los Juegos Olímpicos de 1992.
La escultura está situada en el Paseo Colón, cerca del edificio de Correos y Telégrafos, perfectamente visible gracias a sus 15 metros de altura por 6 de ancho. La obra fue realizada con ocho piezas prefabricadas de piedra artificial, grapas de acero inoxidable y un revestimiento de cerámica que sumó 90 toneladas en total, pertenece a una serie de rostros titulada Brushstrokes (pinceladas). Está diseñada como unas grandes pinceladas que forman el rostro sobre un fondo de puntos cromáticos de rojo dispuestos en relieve y cubiertos con mosaico, como un homenaje del artista al modernismo catalán.